# Customer-Loyalty-Index
Mit dem Customer-Loyalty-Index (Kundetreueindex) wird der Grund der Kundenbindung ermittelt. Er drückt aus, wie stark Kunden sich an ein Unternehmen gebunden fühlen, weil sie entsprechende Präferenzen haben, zum Beispiel Preis-Leistungs-Verhältnis, persönliche Beziehungen zum Unternehmen, Berücksichtigung von Sonderwünschen usw. Zwischen CLI und Customer Satisfaction Index (CSI) bestehen enge Zusammenhänge.